# 山風 (白露型駆逐艦)
山風（やまかぜ）は、日本海軍の駆逐艦。

## 概要
一等駆逐艦「山風」は、白露型駆逐艦の8番艦（海風型駆逐艦/改白露型2番艦）である。この名を持つ日本海軍の艦船としては海風型駆逐艦「山風」に続いて2隻目（初代山風は第八号掃海艇と改名）。
本艦以下白露型4隻（海風、山風、江風、涼風）は第24駆逐隊を編制し、太平洋戦争緒戦ではフィリピン攻略戦や蘭印作戦に参加、本艦はスラバヤ沖海戦でも活躍した。ミッドウェー作戦では主力部隊・警戒部隊のタンカーを護衛する。同作戦終了直後の1942年（昭和17年）6月下旬、「山風」は日本本土近海で米潜水艦ノーチラスの雷撃により沈没。白露型最初の喪失艦となった

## 艦歴

### 太平洋戦争まで
1934年（昭和9年）11月24日、日本海軍は浦賀船渠で建造予定の駆逐艦を『山風（ヤマカゼ）』、藤永田造船所で建造予定の駆逐艦を『江風（カハカゼ）』と命名し、鴻型水雷艇3隻にもそれぞれ艦名を与える。
同日附で、6隻（山風、江風、鵯、隼、鵲、第18号掃海艇）は、それぞれ艦艇類別等級表に登録された。
本艦は浦賀船渠で1935年（昭和10年）5月25日に起工。
1936年（昭和11年）2月21日進水。当事の浦賀船渠は白露型3隻（時雨、五月雨、山風）を同時に建造していた。
7月1日、日本海軍は野間口兼知少佐（前職、駆逐艦皐月艦長）を山風艤装員長に任命した。
1937年（昭和12年）1月21日、浦賀船渠に山風艤装員事務所を設置。
5月31日、姉妹艦2隻（江風、海風）により第24駆逐隊が編制される（司令久宗米次郎大佐）。初代司令駆逐艦は「江風」。「江風」は本艦よりも先に竣工していたのである。
編制直後の第24駆逐隊は佐世保警備戦隊に編入された。
6月30日、「山風」は竣工した。同日附で野間口艤装員長は山風駆逐艦長（初代）となる。佐世保鎮守府所属。竣工と同時に、佐世保へ回航。「山風」は6月30日附で、姉妹艦「涼風」は8月31日附で、順次第24駆逐隊に編入される。
7月18日、24駆司令駆逐艦は「江風」から「山風」に変更。7月28日、各艦各隊（妙高、北上、第23駆逐隊、第24駆逐隊、第29駆逐隊）は佐世保警備戦隊から除かれた。
第24駆逐隊の初実戦は、第二次上海事変（昭和12年）だった。中国大陸沿岸に進出後、同年9月2日には、軽巡2隻（由良、鬼怒）、小型艦艇（子日、春雨、海風、山風、隼、千鳥）で対地砲撃を実施する。
10月20日、支那方面艦隊の編制と共に第24駆逐隊は第二航空戦隊（空母加賀）に編入される。「加賀」以下第二航空戦隊は中国大陸沿岸部で活動した。
12月1日、第24駆逐隊は第一水雷戦隊に編入される。同月から翌年にかけて、南京攻略戦にともなう揚子江遡上作戦に従事した。
1938年（昭和13年）10月5日附で野間口少佐は駆逐艦浦波艦長へ転任。吉川潔少佐が本艦二代目艦長に任命された。
また12月15日附で第24駆逐隊司令久宗米次郎大佐は、潜水母艦長鯨艦長へ転任する。後任の24駆司令は中川浩大佐となった。
1939年（昭和14年）10月15日附で江風駆逐艦長横井稔中佐が駆逐艦朝潮艦長に転じた事にともない、吉川中佐は白露型2隻（山風、江風）艦長兼務を命じられる。
11月15日、豊島俊一少佐（当時、駆逐艦羽風艦長）が本艦三代目駆逐艦長に任命される。この人事に伴い、吉川潔中佐は江風駆逐艦長に専念することになった。
1940年（昭和15年）10月19日附で中川（24駆司令）は重巡洋艦古鷹艦長へ転任。後任の24駆司令には松原博大佐（当時、第27駆逐隊司令）が任命された。11月15日、第24駆逐隊は第二艦隊・第四水雷戦隊（司令官西村祥治少将：旗艦那珂）に編入された。
1941年（昭和16年）2月3日、有明海東方で訓練中に「山風」は僚艦「涼風」と衝突、「山風」は艦首下部を失う損害を受けた。
この頃、陽炎型駆逐艦16番艦「嵐」が舞鶴海軍工廠で竣工した（同年1月27日）。「山風」を漢字で縦書きすると『嵐』と読めるため、山風と嵐の間で郵便物の誤配送が多発する。山風側は「山」と「風」の間を開いて書くよう要請している。また嵐側も同じ悩みを抱えており、同艦が所属する第4駆逐隊（駆逐隊司令有賀幸作大佐）は、艦名に振り仮名を添付して「嵐（アラシ）」と表記するよう通達した。
7月25日附で第24駆逐隊司令は松原博大佐から平井泰次大佐に交代する。
9月10日附で豊島（山風駆逐艦長）は駆逐艦磯風艦長へ転任。駆逐艦菊月艦長や駆逐艦初霜艦長を歴任した浜中脩一少佐が、豊島の後任として山風駆逐艦長に任命された。
11月26日附で第24駆逐隊は第三艦隊司令長官高橋伊望中将の指揮下に入り、フィリピンの戦いに従事すべく日本本土を出発した。

### 太平洋戦争
1941年（昭和16年）12月8日の太平洋戦争開戦以後、第24駆逐隊（駆逐隊司令平井大佐）は南方部隊に属しレガスピー上陸作戦、ラモン湾上陸作戦に従事。1942年（昭和17年）1月から蘭印部隊に属しタラカン攻略作戦、バリックパパン攻略作戦、マカッサル攻略作戦、スラバヤ攻略作戦、パナイ島攻略作戦等の蘭印作戦に参加した。
タラカン攻略作戦の際、本艦はオランダ軍の機雷敷設艦を撃沈した。経過は以下のとおり。
1942年（昭和17年）1月12日朝、タラカン島守備隊降伏の報告を受けた第四水雷戦隊司令官西村祥治少将（軽巡〈那珂〉、第2駆逐隊〈村雨、夕立、春雨、五月雨〉、第9駆逐隊〈朝雲、峯雲、夏雲〉、第24駆逐隊〈海風、江風、山風、涼風〉）は、指揮下の第11・30掃海隊に港口の機雷除去を命じた。掃海を開始した掃海艇部隊に対し、秘匿されていた陸上砲台が砲撃を開始、約5-10分のうちに掃海艇13号と14号を撃沈、第11掃海隊司令を含む156名が戦死した。機雷敷設海面かつ短時間で決着した砲戦のため、那珂以下の第四水雷戦隊各艦は戦闘を見守る事しかできなかった。
同日夜、「山風」はタラカン島とブニュー島の間で脱出を試みたオランダ敷設艦プリンス・ファン・オラニエ(Hr. Ms. Prins van Oranje)を発見し、第38号哨戒艇（旧樅型駆逐艦「蓬」）とともにオラニエを撃沈、オラニエの生存者5名を救助した。「山風」の勝利はタラカン攻略部隊全員の士気を高揚させ、同時に蘭印方面における初の水上艦同士の交戦でもあった。
2月4日、セレベス島（スラウェシ島）マカッサル方面で、米潜水艦スカルピン (USS Sculpin, SS-191) が姉妹艦「涼風」を雷撃する。同艦は大破。しばらく戦線を離脱した。
2月11日、「山風」はスラウェシ島マナド沖合で浮上潜水艦を発見、砲撃による撃沈を報告した。24日、駆逐艦「雷」は敵潜水艦の撃沈を報告した。米潜水艦シャーク(USS Shark, SS-174) は「山風」か「雷」のどちらかに撃沈されたとされる（アメリカ軍は山風による撃沈と認定）。
2月22日より24駆2隻（山風、江風）は第五戦隊の指揮下に入り、同部隊に所属してスラバヤ沖海戦に参加した。
本海戦直前、第24駆逐隊（山風、江風）は第五戦隊部隊（指揮官/第五戦隊司令官高木武雄少将、第五戦隊〈那智、羽黒〉、第7駆逐隊第1小隊〈潮、漣〉）に所属して航行していた。連合国軍艦隊との交戦直前の2月27日17時30分、第二水雷戦隊（司令官田中頼三少将：旗艦神通、第16駆逐隊〈雪風、初風、時津風、天津風〉）が第五戦隊と合流したので、高木司令官は指揮下駆逐艦4隻（山風、江風、潮、漣）を第二水雷戦隊に臨時編入する。
第一次昼戦・第二次昼戦で第五戦隊・第二水雷戦隊・第四水雷戦隊は魚雷98本を発射したが、戦果は魚雷攻撃で蘭駆逐艦コルテノールを撃沈、第9駆逐隊（朝雲、峯雲）の砲撃による駆逐艦エレクトラHMS Electra (H27)の撃沈のみであった。両軍が互いに相手を見失ったのち、高木司令官は2隻（山風、江風）を第二水雷戦隊から第五戦隊指揮下に復帰させた。
3月1日、4隻（那智、羽黒、山風、江風）は脱出を図るイギリスの重巡洋艦エクセター (HMS Exeter, 68)、駆逐艦2隻（ポープ、エンカウンター）と遭遇。
重巡2隻（妙高、足柄）、駆逐艦2隻（雷、曙）および空母龍驤艦載機と共同で連合国軍艦艇3隻を撃沈した。
同戦闘で「山風」はエクセターに対し魚雷2本を発射、また敵軍の魚雷1本が艦底を通過したと報告している。各艦は弾薬をほとんど撃ち尽くしていた。
残燃料が乏しい中、「山風」はエクセターの生存者67名を救助。「江風」が救助していた蘭軽巡ジャワ（HNLMS Java）の生存者37名も「山風」に収容された。
また、山風と共に英艦隊と交戦した第6駆逐隊（雷《駆逐艦長工藤俊作少佐》、電《駆逐艦長竹内一少佐》）も、多くの英国軍艦の乗員を救出した。「山風」は江風達と分離してマカッサルへ向かった。
3月3日と5日、24駆（山風、江風）はそれぞれ第五戦隊の指揮下を離れた。
4月10日、第24駆逐隊は第一水雷戦隊（司令官大森仙太郎少将：旗艦阿武隈）に編入された。4月30日、警戒部隊編入。
フィリピン攻略作戦に従事したのち、6月上旬のミッドウェー海戦における第一水雷戦隊と第三水雷戦隊（旗艦川内）各部隊・各艦は、主力部隊および警戒部隊（第一戦隊〈大和、長門、陸奥〉、第二戦隊〈伊勢、日向、山城、扶桑〉、第九戦隊〈北上、大井〉、空母隊〈鳳翔、夕風〉、特務隊〈千代田、日進〉、燃料補給部隊）の護衛に従事する。
ミッドウェー海戦当日の第24駆逐隊は、第九戦隊司令官岸福治少将（旗艦北上）を指揮官とする警戒隊に所属。第一艦隊司令長官高須四郎中将直率の警戒部隊（伊勢、日向、山城、扶桑）と行動を共にする。「山風」は第二補給隊の特設給油艦2隻（さくらめんて丸、東亜丸）を護衛した。
6月17日、第二戦隊（扶桑、山城、伊勢、日向）、第九戦隊（北上、大井）、護衛艦艇（第20駆逐隊〈天霧、夕霧、朝霧、白雲〉、第24駆逐隊〈江風、海風、山風〉、第27駆逐隊〈時雨、白露、夕暮〉）は横須賀に到着した。

### 沈没
1942年（昭和17年）6月21日、第二水雷戦隊（神通、雪風、天津風、時津風、初風）等が横須賀に到着、一方で横須賀在泊の各艦（時雨、白露、江風）等も、翌日からの第二戦隊（扶桑、山城、伊勢、日向）・第九戦隊（大井、北上）西日本回航護衛任務のため横須賀を出発する。
同日夕刻、「山風」は川崎型油槽船2隻（神国丸、日本丸）を護衛し、大湊へ向け横須賀を出発する。
6月23日午前11時30分、「山風」は大湊に入泊。午後1時、「山風」は大湊を単艦で出発、柱島（内海西部）に向かう。だが19時45分の連絡を最後に消息を絶った。
6月25日、輸送船を護衛中の駆逐艦「羽風」（第34駆逐隊）は浮上中の潜水艦を発見、爆雷攻撃をおこなう。
午前4時20分、「羽風」は1000ｍ離れた地点に「山風」と思しき駆逐艦を発見、協同攻撃を依頼した。
同日、東京湾沖でアメリカの潜水艦ノーチラス は「山風」に対し魚雷4本を発射、2本が命中して「山風」は沈没した。浜中艦長以下乗組員全員が戦死（日本海軍の戦死認定は6月23日附）。アメリカ軍による沈没地点記録は北緯34度34分 東経140度26分 / 北緯34.567度 東経140.433度。ノーチラスは沈没する本艦の写真を撮影しており、一番砲塔に日の丸が描かれている事が確認できる。
横須賀鎮守府では、本艦遭難情況について以下のように記録している。
日本海軍は7月上旬に「山風」が行方不明になったことを悟り、各方面に捜索を依頼する。関東地方の航空隊が対潜哨戒を兼ねて捜索を実施したが、上記のように手遅れだった。また襟裳岬沖合でも兵員用の机らしき木片が見つかったため、大湊防備隊より海防艦八丈等が調査のために出動している。
7月14日、第24駆逐隊（海風、江風、涼風）は第二水雷戦隊（司令官田中頼三少将）に編入され、行方不明になった本艦も書類上は同水雷戦隊に所属する。
7月30日附で第24駆逐隊司令は平井泰次大佐から村上暢之助大佐に交代。平井大佐は8月15日附で軽巡「夕張」艦長に任命された。
8月20日、駆逐艦「山風」は
帝国駆逐艦籍、
第24駆逐隊
白露型駆逐艦
のそれぞれから除籍された。

## 注釈

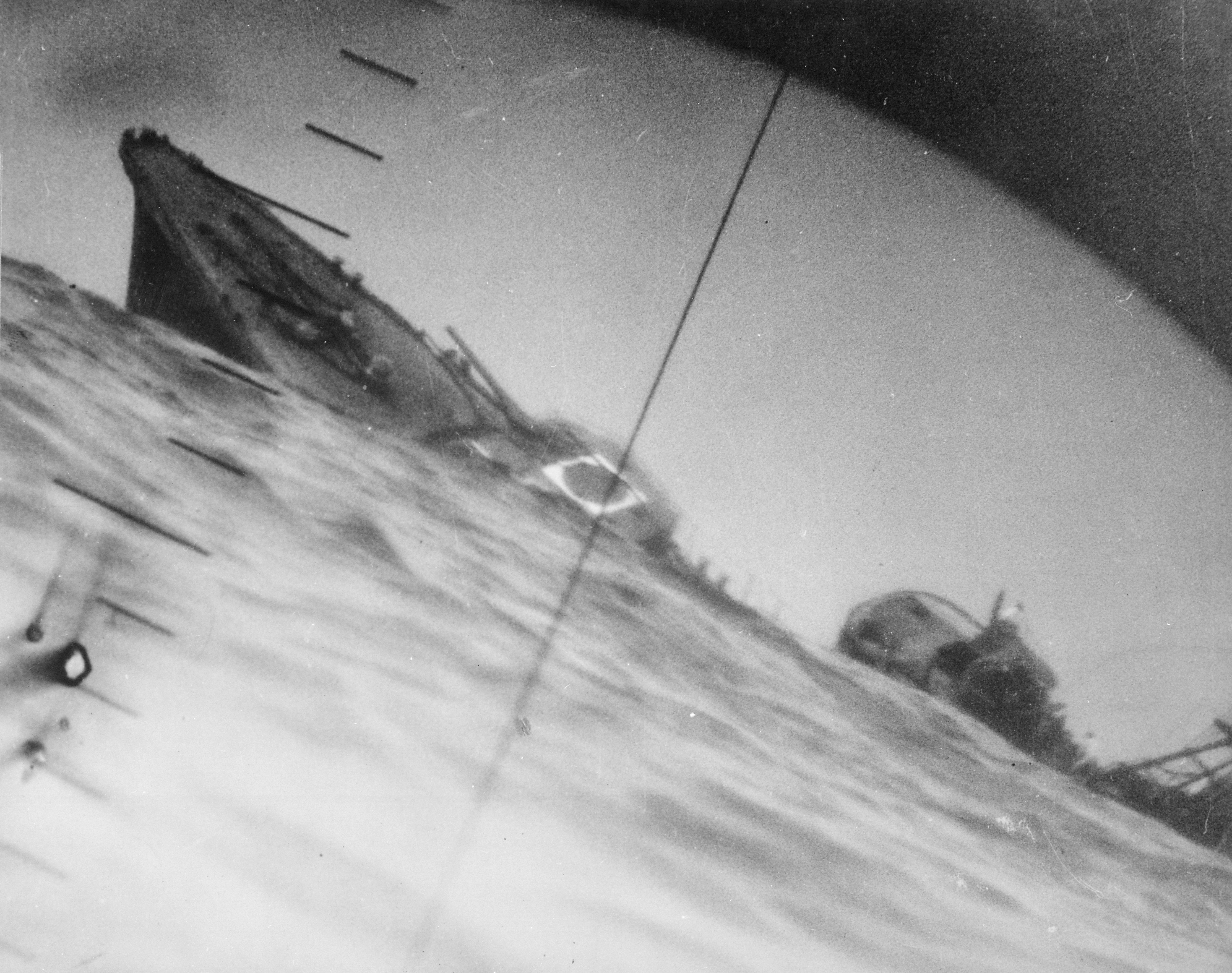
米潜水艦ノーチラスから撮影された、沈む山風